# Municipio de Springfield (condado de Henry)
El municipio de Springfield (en inglés: Springfield Township) es un municipio ubicado en el condado de Henry en el estado estadounidense de Misuri. En el año 2010 tenía una población de 297 habitantes y una densidad poblacional de 3,45 personas por km².

## Geografía
El municipio de Springfield se encuentra ubicado en las coordenadas 38°25′2″N 93°34′19″O / 38.41722, -93.57194. Según la Oficina del Censo de los Estados Unidos, el municipio tiene una superficie total de 86.13 km², de la cual 85,18 km² corresponden a tierra firme y (1,1 %) 0,95 km² es agua.

## Demografía
Según el censo de 2010, había 297 personas residiendo en el municipio de Springfield. La densidad de población era de 3,45 hab./km². De los 297 habitantes, el municipio de Springfield estaba compuesto por el 96,3 % blancos, el 1,01 % eran amerindios, el 0,34 % eran asiáticos y el 2,36 % eran de una mezcla de razas. Del total de la población el 0,34 % eran hispanos o latinos de cualquier raza.